# Crimzon Clover
Crimzon Clover (jap. クリムゾンクローバー) ist ein 2D-vertikal scrollendes Bullet-Hell-Shoot-’em-up-Videospiel des Entwicklers Yotsubane, der das komplette Spiel als Ein-Mann-Team entwickelte. Das Spiel wurde auf der 79. Comiket vorgestellt, erschien am 11. Januar 2011 für Windows-PCs in Japan und am 25. April 2013 nachträglich über NESiCAxLive, einer digitalen Vertriebsplattform für Arcade-Automaten-Spiele, die von Taito betrieben wird. Es wurde also nachträglich auf Arcade portiert. Das ist äußerst ungewöhnlich, da Spiele meist erst auf Arcade-Automaten erscheinen und später für Konsolen portiert werden. Ganz besonders für Indie-Titel ist es überhaupt unüblich, auf Arcade umgesetzt zu werden. Am 6. Juni 2014 erschien das Spiel über Steam und GOG auch im Westen für PC.
Während die Grafik in Crimzon Clover nicht auf dem aktuellen Stand, sondern eher auf PlayStation-2-Niveau ist, sind weit mehr Sprites gleichzeitig auf dem Bildschirm zu sehen als selbst in diesem Effekt lastigen Genre sonst üblich. Trotzdem ist Crimzon Clover auch für Danmaku-Einsteiger erstaunlich zugänglich, da man zum einen ständig zielsuchende Raketen zur Verfügung hat und zum anderen mit aufgeladenem Hyper-Schuss das ganze Spielfeld auf einmal von feindlichen Raumschiffen befreien kann.

## Gameplay
Als Spieler kontrolliert man eines von 4 Schiffstypen: Typ I, II, III und Z, wobei Typ Z erst freigespielt werden muss. Alle Schiffe lassen sich zwar auf die gleiche Art steuern, unterscheiden sich jedoch in ihrer Geschwindigkeit und der Zeit die verstreicht, bis die Anzeige für den Break-Modus wieder aufgeladen ist.
Der Break-Modus
Im Original- und Unlimmited-Modus des Spiels wird der Break-Modus ausgelöst, wenn man bei aufgeladener Anzeige eine Bombe verwendet. Dies verschafft dem Spieler ein kleines Zeitfenster, in dem er unverwundbar ist, verdoppelt darüber hinaus die Stärke des eigenen Angriffs und die Geschwindigkeit, mit der der Zähler für die "Break Rate" steigt und fällt. Aktiviert man den Break-Mode ein zweites Mal, während derselbe bereits aktiv ist verdoppeln sich Angriff und Geschwindigkeit des "Break-Rate"-Zählers entsprechend, was im Spiel als "Double-Break-Mode" bezeichnet wird. Der Zähler für den Break-Modus erhöht sich, wenn viele Gegner in kurzer Zeit ausgeschaltet werden, was wiederum die Punkte erhöht, welche man für das Aufsammeln der Sterne erhält, welche die besiegten Gegner verlieren.

## Entwicklung
Im Laufe der Entwicklung veröffentlichte Yotsubane zwei Demo-Versionen sowie eine kostenpflichtige Demo auf der 78ten Comiket, der größten Manga-Messe Japans. Eigentlich sollte das Spiel auch im Verlauf der Messe erscheinen, die Schulaufgaben zwangen Yotsubane die Veröffentlichung seines ersten eigenen Spiels zu verschieben.
- Version 0.10 besteht aus lediglich einer einzigen Stage und hat noch eine sehr schlechte Grafik- und Soundqualität.
- Version 0.20 ergänzt das Spiel um zwei weitere Stages, auch wenn der Boss von Stage 3 zu dem Zeitpunkt noch unvollendet ist. Außerdem ist jetzt auch eine Stage im neuen Schwierigkeitsgrad "unlimited" spielbar.
- Version 0.30 erschien während der 78ten Comiket und führt den "Double-Break-Mode" als neue Mechanik ein. Außerdem waren jetzt 3 komplette Stages im normalen Schwierigkeitsgrad sowie 2 auf "unlimited" spielbar. Dazu kam noch ein einfacher Schwierigkeitsgrad. Ferner wurde das Spiel in dieser Entwicklungsstufe um einen neuen Schiffstyp ergänzt.
- Version 1.00 wurde schließlich während der 79ten Comiket veröffentlicht. Das Spiel konnte unter anderem über Toranoana online erworben werden und beinhaltete 5 Stages.
- Version 1.01 fügte schließlich die Möglichkeit hinzu, das Replay des eigenen Spiels zu schauen. Darüber hinaus wurden die Punkte-Anzeige überarbeitet und diverse Bugs behoben. Diese Version erhielt den Beinamen "World" und wurde später so auch im Westen veröffentlicht.

## Rezeption
Das Spiel gilt als einer der besten Danmaku-Shooter der letzten Jahre, so erhielt es viel Lob auf Hardcoregamer, wo geschrieben wird, dass Crimzon-Clover es mit den Besten des Genres aufnehmen könne. Gelobt wird vor allem die für einen Ein-Mann-Titel herausragende Ästhetik und das überragende Gameplay. Bei Destructoid wird das Spiel als ähnlich wie CAVE-Shooter beschrieben, was ebenfalls ein großes Lob ist, da Cave das Bullet-Hell-Genre erfunden und geprägt hat wie kein anderes Unternehmen. Darüber hinaus erhielt Crimzon Clover durchweg positive Nutzer-Reviews auf Steam.